# Johnny Belinda (film 1948)
Johnny Belinda – amerykański dramat filmowy z 1948 w reżyserii Jeana Negulesco, będący adaptacją sztuki pod tym samym tytułem autorstwa Elmera Blaneya Harrisa.
Historia opowiedziana w filmie została oparta na prawdziwym zdarzeniu, które miało miejsce w pobliżu letniej rezydencji Harrisa w Fortune Bridge, na Wyspie Księcia Edwarda. Losy głównej bohaterki zostały oparte na prawdziwym życiu Lydii Dingwell (1852-1931), z Dingwells Mills. Film wyraża również konsekwencje upowszechniania kłamstw i plotek.
Obraz został nominowany w dwunastu kategoriach do Oscara, otrzymując jedynie jedną nagrodę, dla najlepszej aktorki pierwszoplanowej.

## Obsada
- Jane Wyman jako Belinda McDonald
- Lew Ayres jako Dr Robert Richardson
- Charles Bickford jako Black MacDonald
- Agnes Moorehead jako Aggie MacDonald
- Stephen McNally jako Locky McCormick
- Jan Sterling jako Stella McCormick
- Rosalind Ivan jako Pani Poggety
- Dan Seymour jako Pacquet
- Mabel Paige jako Pani Lutz
- Ida Moore jako Pani McKee
- Alan Napier as Obrońca

i inni

## Nagrody i nominacje
21. ceremonia wręczenia Oscarów
- najlepsza aktorka pierwszoplanowa – Jane Wyman
- nominacja: najlepszy film
- nominacja: najlepszy reżyser – Jean Negulesco
- nominacja: najlepszy scenariusz adaptowany – Irma von Cube i Allen Vincent
- nominacja: najlepsza muzyka – Max Steiner
- nominacja: najlepsze zdjęcia, czarno-białe – Ted D. McCord
- nominacja: najlepszy aktor pierwszoplanowy – Lew Ayres
- nominacja: najlepszy aktor drugoplanowy – Charles Bickford
- nominacja: najlepsza aktorka drugoplanowa – Agnes Moorehead
- nominacja: najlepsza scenografia, czarno-biała – Robert M. Haas i William Wallace
- nominacja: najlepszy montaż – David Weisbart
- nominacja: najlepszy dźwięk

6. ceremonia wręczenia Złotych Globów
- najlepszy film dramatyczny
- najlepsza aktorka filmowa – Jane Wyman

13. Międzynarodowy Festiwal Filmowy w Wenecji
- nominacja: Złoty Lew – Jean Negulesco